# Cisalpijnse Republiek
De Cisalpijnse Republiek (Italiaans: Repubblica Cisalpina, Frans: République cisalpine), zeldzaam ook wel Cisalpinië genoemd (Italiaans: Cisalpinia, Frans: Cisalpinie), was een Noord-Italiaanse zusterrepubliek van de Eerste Franse Republiek die bestond van 29 juni 1797 tot 1805 en net als Bataafse, Helvetische en Ligurische republieken als bufferstaat voor Frankrijk fungeerde. In 1802 werd een nieuwe grondwet aangenomen, waarin de naam werd veranderd in Italiaanse Republiek. De president ervan was Napoleon Bonaparte. De naam verwijst naar de oude Romeinse provincie Gallia Cisalpina, letterlijk het "Gallië aan deze kant van de Alpen" (vanuit Romeins perspectief).

## Stichting
De Cisalpijnse Republiek werd door Napoleon uitgeroepen op 12 messidor V (29 juni 1797); een directoraat en ministers werden ook door hem aangesteld. Op 20 messidor (8 juli) werd een grondwet aangenomen. Zij was samengesteld uit de kort tevoren door hem in het leven geroepen Cispadaanse Republiek en Transpadaanse Republiek (gesticht op 10 mei 1796 na de Slag bij Lodi, geformaliseerd in oktober).   De republiek bestond uit het voormalige hertogdom Milaan, het hertogdom Modena, Bologna, Ferrara en de Piëmontese provincie Novara. In het Verdrag van Campo Formio (17 oktober 1797) erkende Oostenrijk de republiek en deze werd uitgebreid met de gebieden van de republiek Venetië ten westen van de Adige (Etsch), het hertogdom Mantua en het voorheen Zwitserse Valtellina.

## Geschiedenis
De staat was volkomen van Frankrijk afhankelijk en het Franse bestuur bracht op allerlei gebieden vernieuwingen. In de Tweede Coalitieoorlog (1799) bezette Oostenrijk de Cisalpijnse Republiek maar na de Slag bij Marengo in het daaropvolgende jaar werd het land weer hersteld. De Consulta van Lyon veranderde de naam in januari 1802 in Italiaanse Republiek en in 1805 ging deze samen met Venetië op in het koninkrijk Italië.
- Gemeinsame Normdatei: 4482801-9
- Historisch woordenboek van Zwitserland: 006621
- Nationale Bibliotheek van Israël: 987007555264005171
- Virtual International Authority File: 173220164